# Liliane Targownik
Liliane Targownik (* 1959 in München) ist Filmemacherin, Regisseurin und Autorin.

## Leben
Im Jahr 2003 machte sie zusätzlich zu ihrer Ausbildung an der Hochschule für Fernsehen und Film in München einen Magister-Abschluss in jüdischer Philosophie an der Universität Tel Aviv. Thema ihrer Filme ist vor allem die Situation des heutigen Judentums in Deutschland und Israel sowie auch die Kompliziertheit der deutsch-jüdisch-israelischen Beziehungen in Vergangenheit und Gegenwart.
Sie hat Lehraufträge im Bereich Drehbuch an der HFF München, an der Filmakademie Baden-Württemberg, der Universität Tel Aviv und an der Sam Spiegel Film and TV School Jerusalem, sie veröffentlicht in diversen Magazinen und Zeitungen und produziert parallel zu ihren Filmen auch TV-Features, vor allem im Bereich Kultur.
Neben Deutsch spricht sie Englisch, Französisch, Hebräisch und Jiddisch.

## Filmografie
- 1982: Da schaut man nicht
- 1984: Verbotene Hilfe (ZDF), Regie und Drehbuch
- 1988: Zwischenspiel
- 1991: Moving
- 1998: Rosenzweigs Freiheit

## Auszeichnungen
- 1999: Gewinner des Hollywood Film Festival 1999 für Rosenzweigs Freiheit
- 2000: DAG-Fernsehpreis in Gold für Rosenzweigs Freiheit